# Xiaomi Mi A2
Xiaomi Mi A2 — смартфон від китайської компанії Xiaomi, що входить до програми Android One. Був представлений 24 липня 2018 року в Іспанії разом зі смартфоном Xiaomi Mi A2 Lite. В Китаї смартфон був представлений 25 квітня 2018 року під назвою Xiaomi Mi 6X. Mi 6X відрізняється від Mi A2 тим, що він працює на фірмовій оболонці MIUI.

## Дизайн
Екран виконаний зі скла. Корпус смартфона виконаний з алюмінію.
Ззаду Mi A2 схожий на більшість смартфонів Xiaomi, що були випущені у 2018 році.
Смартфон позбувся 3.5 мм аудіороз'єму, але в комплекті є перехідник з USB-C на 3.5 мм аудіороз'єм.
Знизу знаходяться роз'єм USB-C, динамік та стилізований під динамік мікрофон. Зверху розташовані другий мікрофон та ІЧ-порт. З лівого боку смартфона знаходиться слот під 2 SIM-картки. З правого боку знаходяться кнопки регулювання гучності та кнопка блокування смартфону. Сканер відбитку пальця знаходиться на задній панелі.
В Україні Xiaomi Mi A2 продавався в 5 кольорах: чорному, блакитному, золотому, Rose Gold та червоному.

## Технічні характеристики

### Платформа
Смартфон отримав процесор Qualcomm Snapdragon 660 та графічний процесор Adreno 512.

### Батарея
Батарея отримала об'єм 3010 мА·год та підтримку швидкої зарядки на 18 Вт.

### Камера
Смартфон отримав основну подвійну камеру 12 Мп, f/1.75 + 20 Мп, f/1.75 з фазовим автофокусом та здатністю запису відео в роздільній здатності 4K@30fps. Фронтальна камера отримала роздільність 20 Мп, світлосилу f/2.2, LED спалах та здатність запису відео у роздільній здатності 1080p@30fps.

### Екран
Екран IPS, 5.99", FullHD+ (2160×1080) зі щільністю пікселів 403 ppi та співвідношенням сторін 18:9.

### Пам'ять
Смартфон продавався в комплектаціях 4/32, 4/64 та 6/128 ГБ. 

### Програмне забезпечення
Xiaomi Mi A2 входить до програми Android One, тому як і всі смартфони серії Mi A отримав чистий Android версії 8.1 Oreo. Був оновлений на Android 10.
Xiaomi Mi 6X був випущений на MIUI 9, що базувалася на Android 8.1 Oreo. Був оновлений до MIUI 12 на базі Android 9 Pie.